# 더비 카운티 FC
더비 카운티 FC(영어: Derby County Football Club)는 잉글랜드의 더비에 연고지를 둔 축구 클럽으로 1884년 더비셔 카운티 크리켓 클럽의 분파로 창단을 하였다. 2020-21시즌 현재 풋볼 리그 챔피언십에 소속된 팀이다. 보통 '양들(Rams)'라는 애칭으로도 불린다. 2006-07시즌 2부리그인 풋볼 리그 챔피언십에서 3위를 기록하고 이어진 플레이오프에서 승리하여 2007-08시즌 프리미어리그로 승격하였으나, 단 한 시즌만에 다시 풋볼 리그 챔피언십으로 강등되었다. 더비 카운티의 라이벌 팀은 노팅엄 포레스트, 리즈 유나이티드이다. 노팅엄과의 더비 매치는 이스트 미들랜즈 더비(East Midlands Derby)로 부르고 있으며, 이 경기에서 승리한 팀에게는 브라이언 클러프 트로피(Brian Clough Tropy)가 주어진다.
더비 카운티 FC는 1884년 영국 더비셔주 더비에서 창단되었다.

## 역사
1946년 FA컵에서 우승을 차지했으며, 1972년, 1975년에는 1부 리그에서 우승을 차지한적도 있다. 그러나, 1980년대는 3부 리그까지 떨어져 상당히 성적이 저조했었으나, 후반에 들어 다시 1부 리그에 올랐다.
다시 1990년대 초반에는 2부 리그로 떨어졌으나 더비 카운티 FC를 맡은 새 구단주가 대규모로 투자하면서 1990년대 중순 시즌에는 2부 리그 2위를 차지해 다음 시즌에 1부 리그로 승격하였다.
그러나 2007-08 프리미어리그에서 뉴캐슬 유나이티드 FC에게 1승(1승 8무 29패)을 거둔 것 외에는 단 1승도 거두지 못하며 승점 11점으로 최하위를 차지해 1년 만에 다시 2부 리그로 강등되었다. 이 기록은 더비가 기록한 승패를 뒤집어서 첼시 FC가 세운 잉글랜드 최상위 리그 최다 승점 기록(2004-05 시즌, 29승 8무 1패, 승점 95점)과 똑같은 수치적 기록을 남겨 이는 프리미어리그 역사상 최저 승점 기록이다.
강등 이후에는 2부 리그에서 중위권을 유지하였다. 2013-14 시즌에는 전 잉글랜드 대표팀 감독 스티브 맥클라렌을 감독으로 선임하였고 25승 10무 11패 승점85점을 기록하며 3위를 차지하여 승격 플레이오프에 진출하였다. 승격 플레이오프 4강에서 브라이턴 앤 호브 앨비언을 맞아 2승으로 가볍게 결승전에 진출한다. 결승전에서 만난 팀은 리그 4위를 차지한 퀸즈 파크 레인저스였다. 결승전 QPR과 0:0으로 승부를 가르지 못하고 연장전을 준비하던 찰나 추가시간이었던 91분 보비 자모라에게 통한의 결승골을 내어 주고는 프리미어리그 승격에 실패한다.

## 역대 성적
- 프리미어리그(구(舊) 1부 리그) 우승 2회
  - 우승: 1972, 1975
  - 준우승: 1896, 1930, 1936, 1996
- 잉글랜드 챔피언십(구(舊) 2부 리그) 우승 4회
  - 우승: 1912, 1915, 1969, 1987
  - 준우승: 1926
  - 플레이오프 우승: 2007
- 풋볼 리그 1 (구(舊) 3부 리그) 우승 10회
  - 우승: 1957
  - 준우승: 1956
- FA컵 우승 1회
  - 우승: 1946
  - 준우승: 1890, 1899, 1903
- FA 채러티 쉴드/커뮤니티 쉴드: 1회
  - 우승: 1976
- 텍사코 컵 우승 1회
  - 우승: 1972
- 와트니 컵 우승 1회
  - 우승: 1971
- 앵글로-이탈리안컵 우승 1회
  - 우승: 1993
- 브라이언 클러프 컵 우승 1회
  - 우승: 2007

## 선수

### 현재 선수 명단
참고: FIFA 자격 규정에 따라 소속된 국가대표팀 국기를 표시합니다. 선수는 복수의 FIFA 비회원국 국적을 가지고 있을 수 있습니다.
| 번호 | 포지션 | 국적       | 이름              |
| ---- | ------ | ---------- | ----------------- |
| 1    | GK     | 잉글랜드   | 스콧 카슨         |
| 3    | DF     | 스코틀랜드 | 크레이그 포시스   |
| 4    | MF     | 스코틀랜드 | 크레이그 브라이슨 |
| 5    | DF     | 잉글랜드   | 제이슨 섀켈       |
| 6    | DF     | 아일랜드   | 리처드 커         |
| 7    | FW     | 스코틀랜드 | 조니 러셀         |
| 8    | MF     | 스코틀랜드 | 이케치 안야       |
| 9    | FW     | 스코틀랜드 | 크리스 마틴       |
| 11   | FW     | 잉글랜드   | 대런 벤트         |
| 12   | DF     | 북아일랜드 | 크리스 베어드     |
| 14   | DF     | 잉글랜드   | 앤드리 위즈덤     |
| 15   | MF     | 잉글랜드   | 브래들리 존슨     |
| 16   | DF     | 아일랜드   | 알렉스 피어스     |

| 번호 | 포지션 | 국적     | 이름                     |
| ---- | ------ | -------- | ------------------------ |
| 18   | MF     | 잉글랜드 | 제이콥 버터필드          |
| 19   | FW     |          | 안드레아스 바이만        |
| 20   | FW     | 잉글랜드 | 메이슨 베넷              |
| 21   | GK     |          | 켈레 루스                |
| 22   | FW     | 잉글랜드 | 닉 블랙맨                |
| 23   | MF     | 잉글랜드 | 패트릭 로버츠            |
| 25   | DF     | 잉글랜드 | 맥스 로                  |
| 26   | DF     | 잉글랜드 | 제이미 핸슨              |
| 28   | FW     | 잉글랜드 | 데이비드 누젠트          |
| 29   | DF     |          | 마르쿠스 올손            |
| 33   | DF     | 잉글랜드 | 커티스 데이비스 (부주장) |
| 34   | MF     | 잉글랜드 | 조지 손                  |
| 35   | GK     | 잉글랜드 | 조나단 미첼              |
| 44   | MF     | 잉글랜드 | 톰 허들스톤              |

## 역대 감독
| 감독        | 임기        |
| ----------- | ----------- |
| 폴 클레먼트 | 2015 ~ 2016 |
| 필립 코퀴   | 2019 ~ 2020 |